# Montante interalare

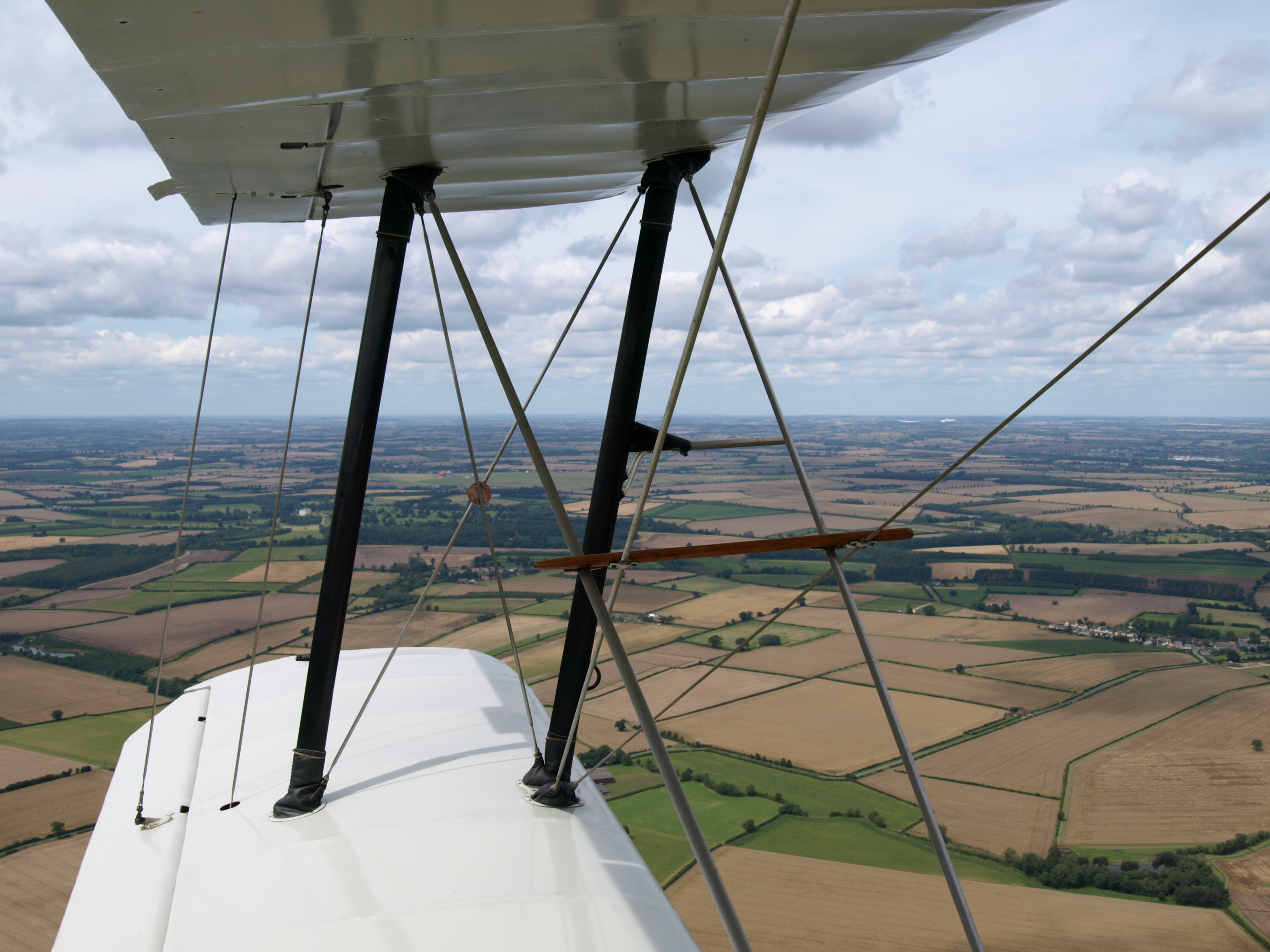
Un montante interalare metallico di un Bücker Jungmann.

Nelle costruzioni aeronautiche, il montante interalare è un componente strutturale rigido progettato per trasferire carichi tra le semiali di aeroplani con due (velivoli biplani) o più ali e mantenere il corretto angolo di incidenza dei pannelli alari interconnessi.
I montanti, originariamente costruiti in bambù, assunsero col tempo forme più aerodinamiche venendo intagliati nel legno di abete o frassino (scelti per la loro leggerezza e robustezza). Nei biplani più moderni o di prestazioni più elevate i montanti sono spesso costruiti utilizzando leghe metalliche.

## Tipologie

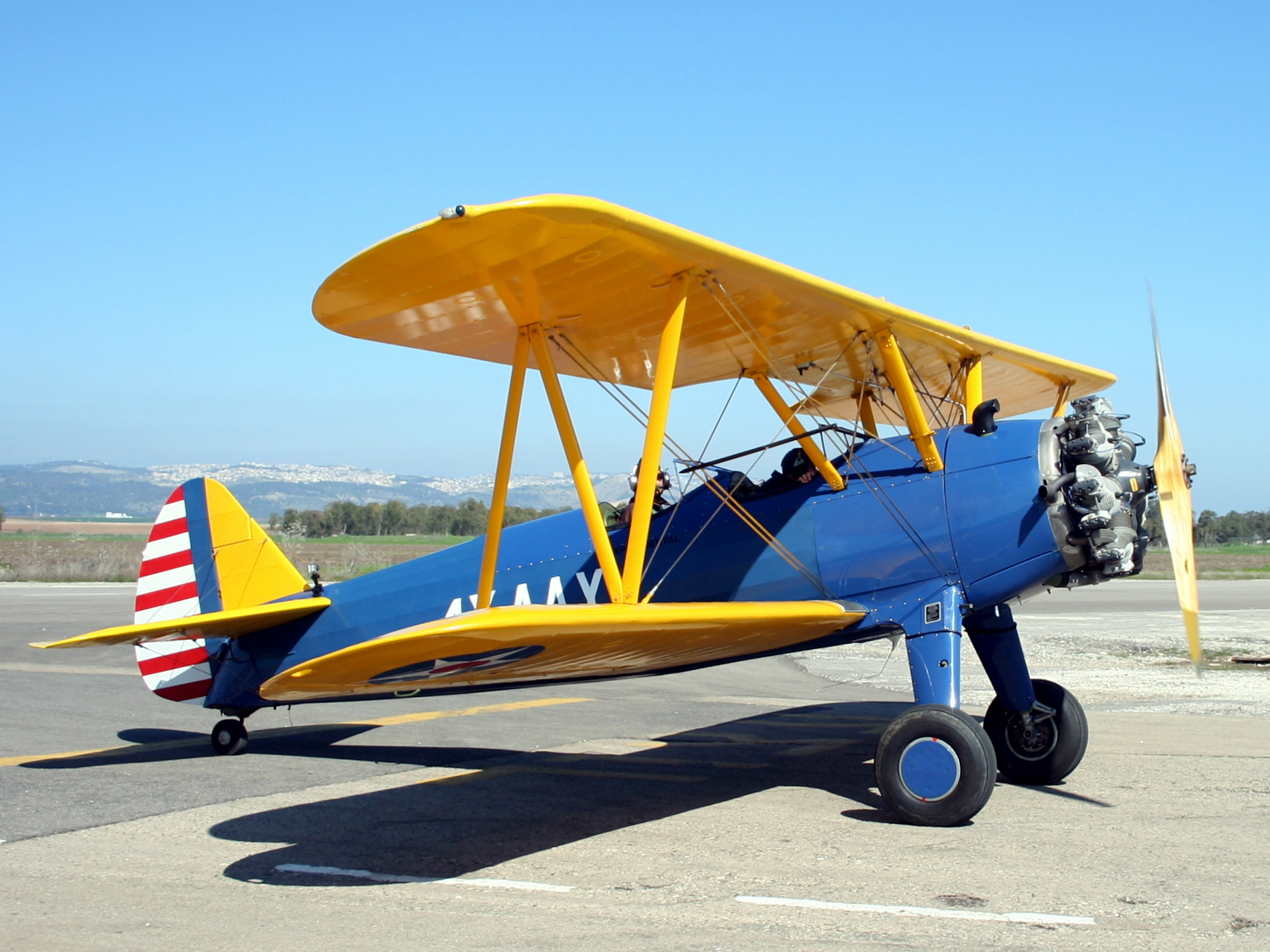
Un Boeing-Stearman Model 75 con montanti interalari ad "N"

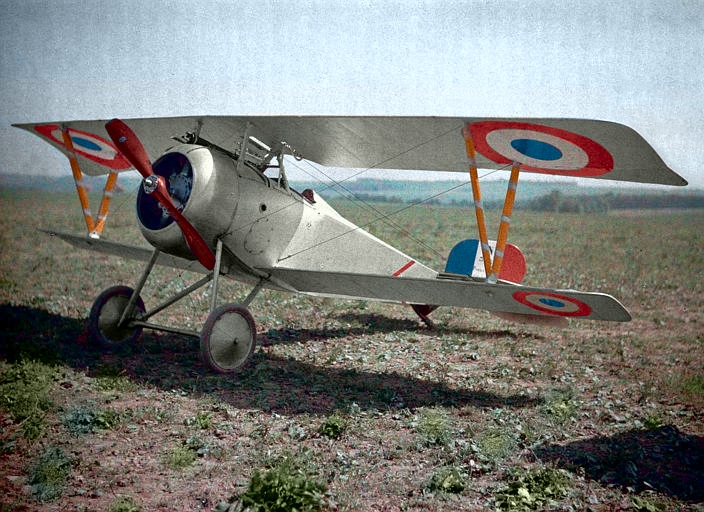
Un sesquiplano Nieuport con montanti interalari a "V"

La configurazione più comune prevede l'impiego di due aste poste in parallelo, una dietro l'altra. Per aumentare la resistenza alla torsione, le due aste possono essere collegate da tiranti che collegano l'estremità inferiore dell'una con quella superiore dell'altra oppure mediante una configurazione ad "N" i cui i cavi sono rimpiazzati da una sola asta diagonale o a "V" in cui le aste collegate all'ala superiore convergono in un punto dell'ala inferiore (soluzione di norma adottata quando l'ala inferiore ha una corda alare notevolmente più corta di quella superiore).

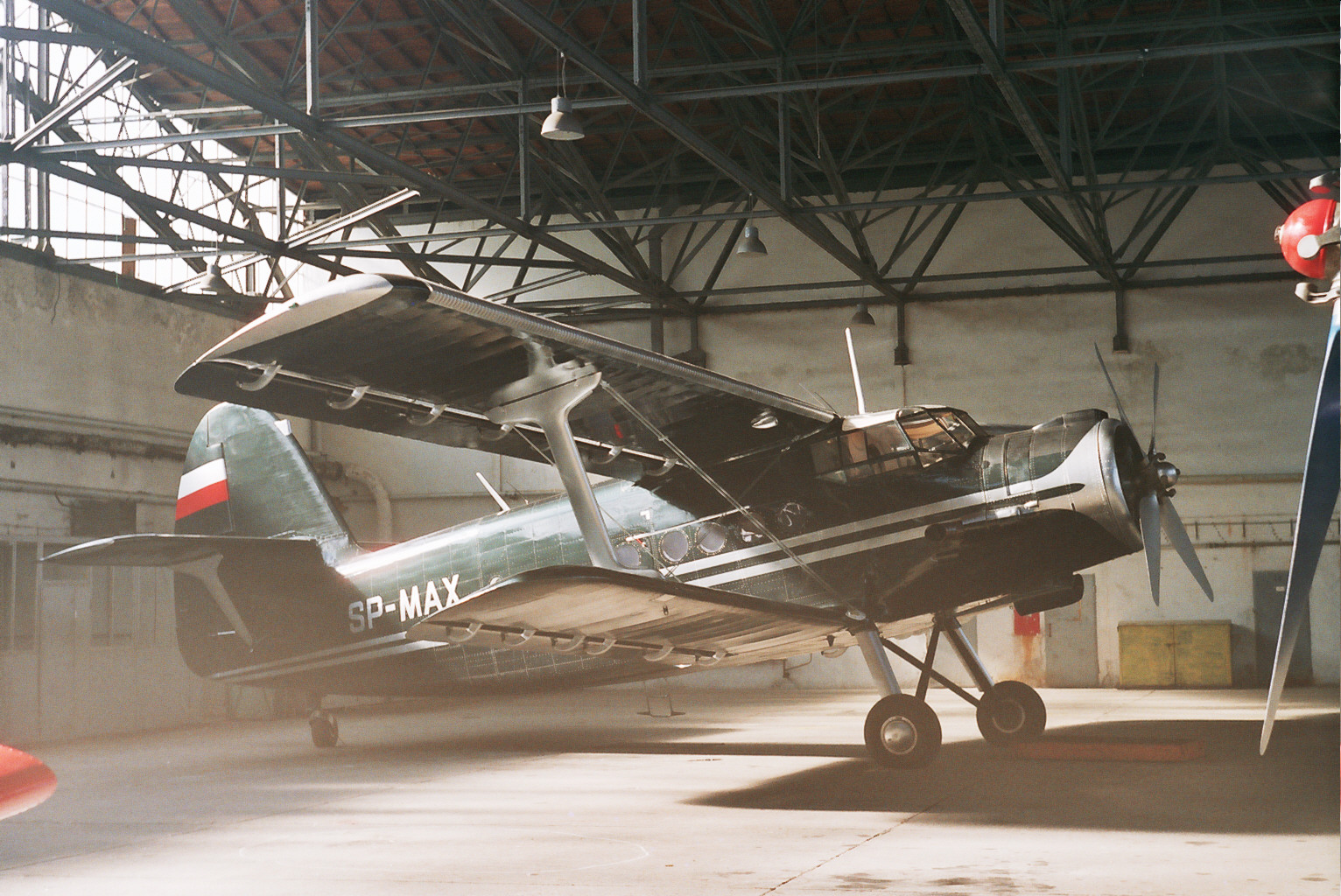
Un Antonov An-2 con montanti interalari ad "I"

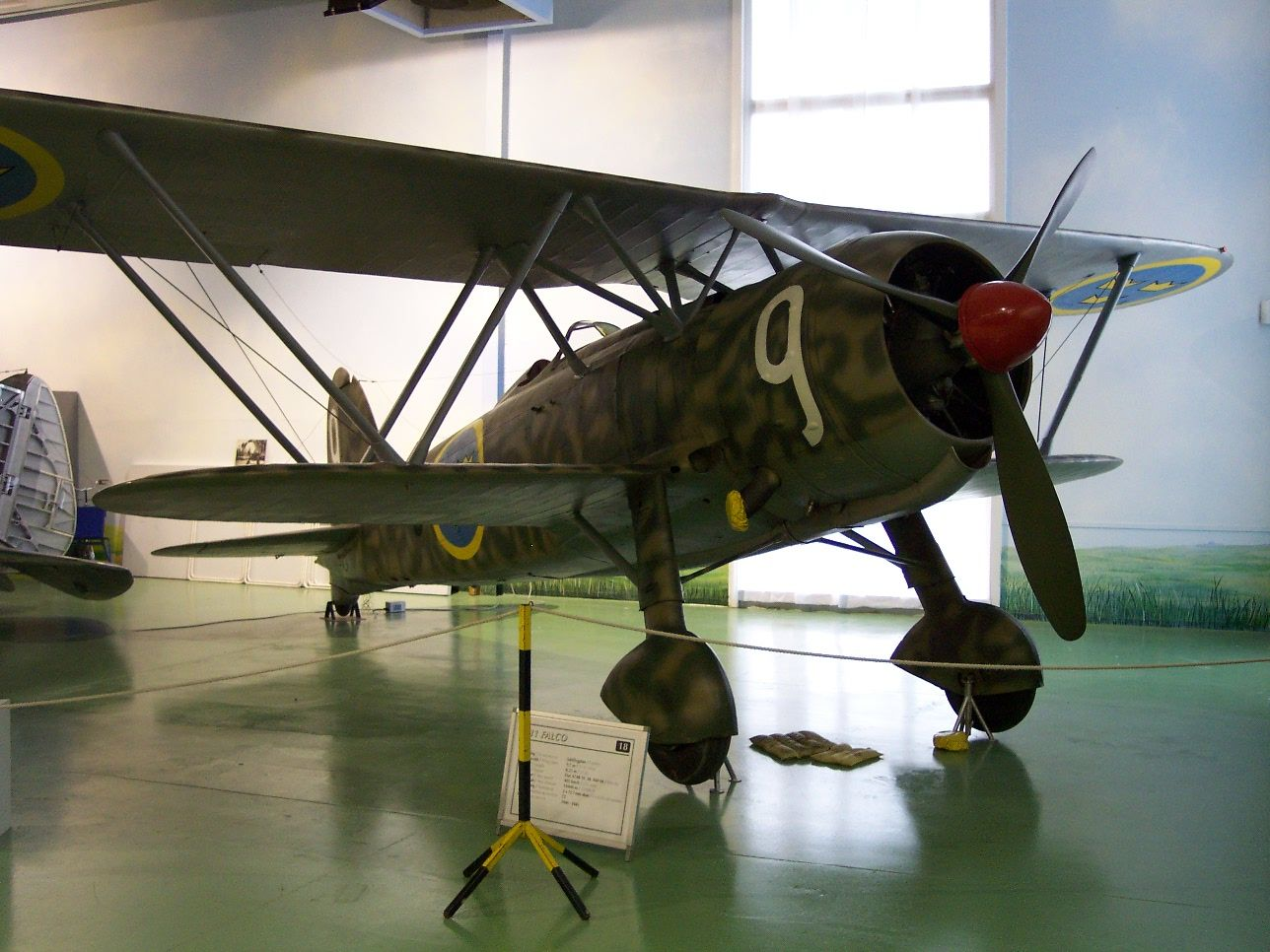
Un Fiat C.R.42 con travatura reticolare Warren

I montanti interalari possono anche assumere una forma ad "I", dove la coppia di aste è sostituita da una sola (e più spessa) come avviene, per esempio, sull'Antonov An-2.
I montanti interalari possono essere poi collegati trasversalmente ad altri montanti disposti lungo l'apertura alare mediante tiranti che resistono o alle forze aerodinamiche (tiranti che collegano le radici dell'ala inferiore alle estremità della superiore) o alla forza di gravità (tiranti che collegano le radici dell'ala superiore all'estremità dell'ala inferiore), creando, in questo modo, una sezione di ala biplano con un irrigidimento "scatolare". Queste sezioni possono essere singole (come per il de Havilland Tiger Moth) o doppie (come sul Bristol F.2 Fighter).
Su altri biplani, come ad esempio il sesquiplano Fiat C.R.42, i montanti interalari erano installati in maniera tale da formare una travatura reticolare Warren con la conseguente eliminazione dei tiranti trasversali la cui funzione era ora assolta dai montanti inclinati.